# Le Bébé Schtroumpf (album)
Le Bébé Schtroumpf est le douzième album de la série de bande dessinée Les Schtroumpfs de Peyo publié en 1984 aux éditions Dupuis.
L'album contient quatre histoires : Le Bébé Schtroumpf, Le Schtroumpf bricoleur, La Peinture schtroumpf et Une fête schtroumpfante.
La même année sort le film d'animation du même nom, compilant quatre épisodes de la série animée.

## Synopsis

### Le Bébé Schtroumpf
En pleine nuit, une cigogne dépose un bébé schtroumpf devant une porte dans le village schtroumpf.

### Le Schtroumpf bricoleur
Le Schtroumpf bricoleur invente une perceuse et nuit au village en faisant des trous partout.

### La Peinture schtroumpf
L Schtroumpf bricoleur invente un aérosol propulsée par une cornemuse jouée par le Schtroumpf musicien pour repeindre le village.

### Une fête schtroumpfante
Les Schtroumpfs organisent une fête au village. Gargamel décide de s'y inviter en se déguisant en lapin.